# Hof Ehrenzell
Der Hof Ehrenzell war ein Oberhof im Westen der Stadt Essen, der um das Jahr 800 am Hellweg gegründet und erstmals 966 in einer Schenkungsurkunde Kaiser Ottos I. erwähnt wurde. Zu ihm gehörten zeitweise bis zu 64 abgabepflichtige Unterhöfe.

## Geschichte
Der Hof Ehrenzell, zu dem unter anderem auch die alten Schreibweisen Erincsele, Brintsel und Erensele zu finden sind, wurde im Jahr 966 durch Kaiser Otto I. dem geistlichen Konvent in Essen geschenkt. Seitdem gehörte er zum Damenstift Essen. Im 17. und 18. Jahrhundert führte seine Lage oft zu Grenzstreitigkeiten zwischen der Stadt und dem Stift Essen, so dass die Friedpfähle nach einem Revers (Verpflichtungserklärung) 1611 sich direkt am Hof befanden.
Zeitweise waren bis zu 64 Unterhöfe in den Oberhof Ehrenzell abgabepflichtig. Dazu zählten unter anderem der Brinkmannshof, der Busehof, der Drügeshof, der Hof Griepmann, der Hof Hasken, der Hof Hülsmann, der Hof Hüttmann, der Hof Kleinborg, der Hof Lange, der Hof Lohmann, der Overrathhof, der Pottgießerhof, der Hof Rüsel, der Hof Rullich, der Schederhof, der Suershof, der Tholshof, der Hof Weuen, der Hof Wickenburg und der Wientgenhof. 
Der Hofverband von Ehrenzell bestand rechtlich bis zur Säkularisation 1803. Letzter Hofschultheiß im Nebenamt war der zweite Sekretär der Fürstlichen Regierungskanzlei Franz Joseph Baumann. Jedoch war seit der Mitte des 17. Jahrhunderts kein Hofgebäude mehr vorhanden. Auf der Solstätte des Oberhofs befand sich die sogenannte Philipsburg, ein Kotten mit Garten und dreieinhalb Morgen Land. Nach einer Vermessung am 26. Februar 1688 gab es eine erste Verpachtung an den Meister Overrath gen. Stecker, der nebenbei seinem Schnitzler-Handwerk nachgehen durfte. Nach einer Bittschrift erfolgte 1697 eine neue Pacht, da er die Gebäude auf eigene Kosten mit vom Damenstift gestelltem Holz errichten ließ. 
In den Jahren 1710 und 1722 erfolgten Verpachtungen an Johan Jacke und seine Ehefrau sowie 1749 an Philipp Thael und Sophia Sunter. Die Witwe Thaels erhielt 1768 auf der Philipsburg die Kathe auf sieben Jahre Pacht. Die Eheleute Johan Thal und Anna Elisabeth Stratmann erhielten am 6. Mai 1775 lebenslänglichen Gewinn an dem Kotten. 1819 schloss deren Sohn Johann Thal jun. mit dem preußischen Domänenfiskus einen Erbpachtvertrag über die Kathe Philipsburg, die auch Ehrenzeller Kotten genannt wurde, ab. Eberhard Thol gen. Philipsenburger war einer der letzten Aufsitzer. Nachdem seine Witwe Johann Ruhmann heiratete, löste dieser am 22. Juli 1850 den Erbpachtzins ab und wurde Eigentümer des Ehrenzeller Kottens, der rechtlich mit dem Oberhof Ehrenzell nichts zu tun hatte. Die Firma Krupp erwarb ihn schließlich 1865. Danach breitete sich auf dem Gelände ein Teil der Krupp-Gussstahlfabrik aus.
In Essen-Altendorf erinnern der Ehrenzeller Platz und die Ehrenzeller Straße an den einstigen Oberhof.

## Lage
Der Oberhof Ehrenzell lag im Weichbild der Grenze der mittelalterlichen Stadt Essen, und zwar im Süden des heutigen Westviertels, etwa dort, wo sich südlich der Frohnhauser Straße das Gewerbegebiet Westendhof befindet.